# L'amante del tuo amante è la mia amante
L'amante del tuo amante è la mia amante (Tout ça... pour ça!) è un film del 1993 diretto da Claude Lelouch. La protagonista è la futura moglie del regista, Alessandra Martines: il film contribuì al suo successo in Francia, grazie anche alle numerose scene di nudo.

## Trama
Marie e Francis sono attivi nell'ambito forense e sono amanti: sono entrambi sposati e in crisi. Stanchi di dover continuamente mentire per vedersi, organizzano una gita in montagna sul Monte Bianco per fare incontrare i rispettivi coniugi nella speranza che nasca qualcosa anche tra loro e si arrivi poi al divorzio. Intanto i due avvocati accettano la difesa di tre sfortunati amici che, seppur bonariamente, hanno violato la legge. Si tratta di un cameriere, un parrucchiere e un tassista, ognuno con problemi da risolvere.
Il caso li ha uniti e tra gli escamotage più curiosi che mettono in atto c'è un ottimo pranzo gratuito ottenuto con una telefonata anonima che avverte il gestore del ristorante dell'arrivo in città e in incognito di tre ispettori della Guida Michelin per valutare i locali. La gita in montagna non riesce del tutto, anzi i legami tra i quattro coniugi diventano ancora più confusi. In ambito legale poi il processo termina e i tre imputati vengono assolti grazie all'arringa dei due avvocati-amanti.